# Mise sur le marché d'un produit phytopharmaceutique
 (juillet 2025).
La mise en forme du texte ne suit pas les recommandations de Wikipédia : il faut le « wikifier ».
Les points d'amélioration suivants sont les cas les plus fréquents. Le détail des points à revoir est peut-être précisé sur la page de discussion.
- Les titres sont pré-formatés par le logiciel. Ils ne sont ni en capitales, ni en gras.
- Le texte ne doit pas être écrit en capitales (les noms de famille non plus), ni en gras, ni en italique, ni en « petit »…
- Le gras n'est utilisé que pour surligner le titre de l'article dans l'introduction, une seule fois.
- L'italique est rarement utilisé : mots en langue étrangère, titres d'œuvres, noms de bateaux, etc.
- Les citations ne sont pas en italique mais en corps de texte normal. Elles sont entourées par des guillemets français : « et ».
- Les listes à puces sont à éviter, des paragraphes rédigés étant largement préférés. Les tableaux sont à réserver à la présentation de données structurées (résultats, etc.).
- Les appels de note de bas de page (petits chiffres en exposant, introduits par l'outil «  Source ») sont à placer entre la fin de phrase et le point final[comme ça].
- Les liens internes (vers d'autres articles de Wikipédia) sont à choisir avec parcimonie. Créez des liens vers des articles approfondissant le sujet. Les termes génériques sans rapport avec le sujet sont à éviter, ainsi que les répétitions de liens vers un même terme.
- Les liens externes sont à placer uniquement dans une section « Liens externes », à la fin de l'article. Ces liens sont à choisir avec parcimonie suivant les règles définies. Si un lien sert de source à l'article, son insertion dans le texte est à faire par les notes de bas de page.
- La présentation des références doit suivre les conventions bibliographiques. Il est recommandé d'utiliser les modèles {{Ouvrage}}, {{Chapitre}}, {{Article}}, {{Lien web}} et/ou {{Bibliographie}}. Le mode d'édition visuel peut mettre en forme automatiquement les références.
- Insérer une infobox (cadre d'informations à droite) n'est pas obligatoire pour parachever la mise en page.

Pour une aide détaillée, merci de consulter Aide:Wikification.
Si vous pensez que ces points ont été résolus, vous pouvez retirer ce bandeau et améliorer la mise en forme d'un autre article.
 (juillet 2025).
Si vous disposez d'ouvrages ou d'articles de référence ou si vous connaissez des sites web de qualité traitant du thème abordé ici, merci de compléter l'article en donnant les références utiles à sa vérifiabilité et en les liant à la section « Notes et références ».
La mise sur le marché d'un produit phytopharmaceutique est définie dans l'Union européenne par la directive communautaire 91/414/CEE du 15 juillet 1991, comme suit :
«toute remise à titre onéreux ou gratuit autre que remise pour le stockage et expédition consécutive en dehors du territoire de la Communauté. L'importation d'un produit phytopharmaceutique dans le territoire de la Communauté est censée constituer une mise sur le marché au sens de la présente directive.»
Voir également l'article connexe Mise sur le marché

## Cadre communautaire: l'évaluation des substances actives

### Principe de l'harmonisation communautaire
La directive du Conseil de l'Union européenne n° 91/414/CE a harmonisé les conditions d'obtention d'une autorisation dans les États membres de l'Union européenne. Ce texte communautaire a été transposé en droit français par le décret n° 94-359 du 5 mai 1994, assorti de plusieurs arrêtés d'application.
La directive fixe un principe de base : les autorisations de mise sur le marché (A.M.M.) sont des autorisations nationales dont les conditions de délivrance sont désormais harmonisées.
Une distinction est faite entre :
- Les substances actives, qui font l'objet d'un examen toxicologique et écotoxicologique au niveau de l'Union européenne, pour être inscrites sur une liste positive : l'annexe I de la directive 91/414/CEE.
- Les préparations, dont l'efficacité et les effets agronomiques non intentionnels sont évalués au niveau national, en vue de la délivrance d'une autorisation de mise sur le marché.

L'harmonisation est mise en œuvre :
- Depuis l'entrée en vigueur de la directive pour les préparations contenant une substance active nouvelle, puisque celle-ci doit être inscrite sur la liste positive communautaire prévue par la directive (annexe I) pour que les États membres puissent délivrer des autorisations
- Progressivement pour les préparations composées de substances actives existantes, c'est-à-dire autorisées dans un ou plusieurs États membres de l'Union Européenne avant le 25 juillet 1993.

### Les grands principes de l'évaluation des substances actives
- Répartition du travail entre États : chaque État membre a pris en charge l'évaluation d'une série de substances actives, soit dans le cadre de décisions communautaires (substances existantes), soit à la demande d'industriels (substances nouvelles).
- Planification du travail : trois étapes de travail ont été définies par des règlements européens ; les substances actives ont été réparties en quatre listes.
  - La première liste comprend les molécules les plus utilisées, mais aussi les molécules à risque marqué ;
  - Les seconde et troisième listes comprennent la majeure partie des molécules de synthèse ;
  - La quatrième liste comprend certains produits particuliers (micro-organismes, produits industriels simples).
- Collégialité de l'évaluation : l'évaluation de l'État membre rapporteur est examinée par les experts des quatorze autres états membres, dans le cadre de comités d'experts (ECCO meetings) et de comités permanents (comité phytosanitaire permanent pesticides).
- Évaluation contradictoire : chaque dossier d'évaluation, revu par les experts des États membres, fait l'objet d'un examen contradictoire par un comité scientifique indépendant (comité scientifique permanent). Ce comité formule un avis, assorti de demandes complémentaires d'informations.

### Programme de réévaluation des anciennes substances actives
L'Union européenne s'est engagée dans un ambitieux programme de réévaluation du risque présenté par les substances chimiques entrant dans la composition des produits phytopharmaceutiques. Cette opération permet de faire disparaître du marché certaines substances dangereuses pour l'homme ou l'environnement. À la mi-1993 (date d'entrée en vigueur de la directive), plus de 800 substances actives étaient recensées, auxquelles il faut ajouter la centaine de nouvelles molécules mises sur le marché depuis cette date.
Ainsi, en 2003, plus de 400 substances actives devraient être éliminées. Pour certaines d'entre elles, la France n'a pas attendu cette échéance pour en évaluer le risque, et prendre ou envisager des mesures restrictives d'envergure.

### Situation actuelle de la réévaluation des anciennes substances actives
1re liste : la première liste comprend 80 substances actives. La France a été désignée comme État rapporteur pour 16 d'entre elles. À ce jour, 29 substances ont fait l'objet d'une décision ; 16 substances ont été interdites. L'atrazine et la simazine sont incluses dans cette liste, et sont en cours d'examen.
2e et 3e listes : ces listes comprennent respectivement 151 et 416 substances. Les différentes firmes agrochimiques ont déposé un dossier de réexamen pour 65 substances (2e liste) et 182 substances (3e liste). Les 567 substances actives non soutenues feront l'objet d'un retrait du marché européen en juillet 2003. La terbuthylazine et la cyanazine sont comprises dans cette liste.
4e liste : les modalités d'examen des substances actives n'ont pas été définies à ce jour par la Commission.
Substances nouvelles : près de 100 dossiers de demande d'inscription de nouvelles substances ont été déposés depuis 1991 ; 14 de ces dossiers ont fait l'objet d'une décision, avec à la clé une autorisation pour 13 d'entre eux.
Les retraits opérés unilatéralement par la France en matière de substances actives (lindane, DNOC, dinoterbe) ont tous jusqu'à présent précédé des décisions analogues postérieures de l'Union européenne.

### Les perspectives pour l'évaluation de substances actives
Retrait des substances en 2003 : cette étape constituera assurément un temps fort de la procédure de réévaluation. En effet, 567 substances actives feront l'objet d'un retrait du marché. Cette situation permettra de faire disparaître des produits à profil de risque médiocre. Elle va toutefois créer des problèmes pour certaines filières professionnelles, qui se trouveront dépourvues de moyen de lutte chimique contre certains organismes nuisibles. Pour certaines utilisations, une procédure dérogatoire a été ouverte par la Commission, pour les substances ne présentant pas de risque pour la santé ou l'environnement.
La France a, au titre de cette procédure, déposé une dizaine de dossiers, essentiellement pour des filières agricoles particulières (maraîchage, plantes aromatiques).
Système rapporteur / corapporteur : compte tenu du retard pris dans le programme d'évaluation, des aménagements de procédures ont été proposés par la Commission. L'aménagement le plus intéressant est le système « rapporteur - corapporteur », qui repose sur une expertise contradictoire entre deux États, l'examen collégial par les treize autres États prenant alors une forme allégée. Après des débuts difficiles, le système semble aujourd'hui trouver sa vitesse de croisière. Il permet de renforcer la coopération bilatérale entre États, gage d'une meilleure homogénéisation des approches.
La France a ainsi participé à des évaluations bilatérale avec l'Allemagne, la Grèce et la Belgique. Des dossiers avec le Royaume-Uni et les Pays-Bas sont en cours de négociation.

## Cadre national: l'évaluation des préparations

### Principe de base
La commercialisation et la distribution d'un produit phytopharmaceutique sont subordonnées à l'octroi d'une autorisation de mise sur le marché, délivrée par le ministre chargé de l'agriculture, sur la base d'une évaluation complète

### Évaluation de l'innocuité et de l'efficacité d'un produit phytopharmaceutique
Pour qu'un produit phytopharmaceutique obtienne une autorisation de mise sur le marché français, le demandeur de cette autorisation doit prouver :
- L'innocuité de la préparation pour l'homme (utilisateur et consommateur) et l'environnement (milieu, faune et flore). L'évaluation réalisée par les experts de la commission d'étude de la toxicité permet de déterminer si le profil du produit est acceptable au regard de ces différents points. Cette évaluation porte sur les caractéristiques intrinsèques du produit, son profil toxicologique, son devenir et son comportement dans l'environnement, les résidus dans les produits traités, ainsi que son profil écotoxicologique
- L'efficacité et la phytotoxicité de la préparation sur la ou les cultures traitées. L'évaluation est réalisée par les experts des services de la protection des végétaux.

### Processus d'évaluation et de décision
La décision d'autorisation de mise sur le marché de la préparation est prise par une seule autorité ministérielle : le Ministre chargé de l'Agriculture. Cette décision est préparée par une instance interadministrative : le Comité d'homologation des produits antiparasitaires, qui élabore une proposition de décision.
Cette proposition est élaborée sur la base des évaluations conduites par :
- La Commission d'étude de la toxicité, instance d'experts indépendants chargée de conduire l'évaluation des risques pour l'homme (utilisateur, consommateur) ou l'environnement (milieux, faune, flore) ;
- Les experts de l'INRA ou des services de la protection des végétaux, chargés de l'évaluation de l'efficacité et de la phytotoxicité du produit.

Le Comité d'homologation assortit cette proposition de mesures de gestion du risque, allant du classement toxicologique de la préparation (exemples : nocif, irritant), à des restrictions d'emploi (distances de traitement à l'égard des cours d'eau, nombre d'applications annuelles...) ou à des dispositifs plus complexes (mesure de suivi après homologation de l'utilisation du produit et de ses effets, par exemple).

### Transparence
En Europe où la mise sur le marché de produits phytopharmaceutiques et autres pesticides a été essentiellement réglementée par la directive 91/414/CEE, puis par le règlement (CE) n° 1107/2009 concernant la mise sur le marché des produits phytopharmaceutiques (publié le 24 novembre 2009, applicable à partir du 14 juin 2011 et remplaçant la directive 91/414/CEE). Ce règlement rationalise la délivrance d’autorisation de produits phytopharmaceutiques au niveau national et entérine le rôle de l’Autorité européenne de sécurité des aliments (AESA) dans les évaluations au niveau européen. En Europe, les décisions concernant les mises sur le marché doivent être mises à disposition de tous par voie électronique.
En France théoriquement depuis juillet 2012, « les décisions relatives à la mise sur le marché des produits visés à l’article L. 253-1 sont rendues publiques par voie électronique par l’Agence, dans les conditions prévues à l’article 57 du règlement (CE) n° 1107/2009 ». Le décret n'était pas encore respecté début 2013, mais l'ANSES s'est engagée à « publier l'ensemble des décisions prises par le ministère de l’agriculture relatives à la mise sur le marché des phytopharmaceutiques qui nous été transmises depuis le 1er juillet 2012 et au fur et à mesure de leur transmission ».
Des questions éthiques et technico-juridiques nouvelles se posent d'une part avec le brevetage du vivant quand il concerne l'apparition de plantes produisant leurs propres pesticides et d'autre part avec les produits traditionnels (purin d'ortie par exemple).